# Skarb łukowicki
Skarb łukowicki (bułg. Луковитско съкровище) to srebrny tracki skarb odkryty w pobliżu miasta Łukowit w obwodzie Łowecz w północno-zachodniej Bułgarii.
Skarb jest przechowywany w Narodowym Muzeum Archeologicznym w Sofii, a jego replika znajduje się w muzeum regionalnym w Łoweczu.
Do odkrycia skarbu doszło przypadkiem w 1953 roku; kolejne elementy skarbu zostały odnalezione w 1955 i w 1986 roku. Cześć przedmiotów odkrytych oryginalnie (w 1953 roku) zaginęła. 

## Kontekst: Tracja w IV w. p.n.e.
Na ziemiach trackich od V w. p.n.e. istniało królestwo założone przez plemię Odrysów. W IV wieku p.n.e. Tracja była areną złożonych przemian politycznych, na które wpływ miały zarówno wewnętrzne ambicje lokalnych władców, jak i zewnętrzne naciski ze strony sąsiednich potęg. Król Kotys I, władający od 384 lub 383 p.n.e., siłą umocnił władzę centralną. Jednakże, po jego śmierci w 359 roku p.n.e., królestwo zostało podzielone między trzech synów, co osłabiło jedność regionu. Wykorzystując tę sytuację, Filip II Macedoński do 340 roku p.n.e. podbił znaczną część Tracji, rozszerzając swoje wpływy na wschód.
Gospodarka królestwa Odrysów opierała się na rolnictwie. Ziemie Odrysów były znacznie bogatsze od tych zamieszkiwanych przez Greków, a ustrój rodowo-plemienny wspierał gospodarczą siłę lokalnych arystokratów, co miało często szkodliwy wpływ na jedność królestwa. Rosnąca zamożność arystokracji doprowadziła też do zmiany materiałów wykorzystywanych w sztuce: w V i IV w. p.n.e. brąz zostaje wyparty przez srebro i złoto, a blichtr i przepych cieszą się powodzeniem (zob. skarb letnicki, skarb borowski). 
W 279 p.n.e. ziemie trackie najeżdża grupa 20 000 Celtów, która w początkowej fazie najazdu stosuje taktykę gwałtownych i niespodziewanych napadów. 
W tym burzliwym okresie sztuka tracka odzwierciedlała zarówno tradycyjne motywy lokalne, jak i wpływy helleńskie, związane tak z ustanowieniem panowania macedońskiego, jak i z bliskością greckich kolonii na wybrzeżu Morza Czarnego. W sztuce trackiej widoczne są też wpływy perskie, które trafiły do Tracji zarówno bezpośrednio, jak i za pośrednictwem helleńskich kolonii. W odpowiedzi na lokalne gusta i zapotrzebowanie arystokracji, toreutyka i jubilerstwo czerpią zarówno z tradycji helleńskiej jak i perskiej, tworząc swego rodzaju eklektyzm.

## Opis
Skarb składa się z dwóch grup przedmiotów: talerzy, ozdób do uprzęży końskich oraz naczyń, w tym 9 fiali, 3 dzbanów i jednej misy. Naczynia były częścią arystokratycznej zastawy stołowej. 
Przedmioty wykonano ze srebra, przy czym niektóre zostały pozłocone, aby podkreślić ornamenty i wzmocnić artystyczne walory przedstawień. Fiale i misa są zdobione ornamentami w postaci motywów roślinnych, ludzkich głów i innych elementów artystycznych. Na ozdobach widnieją różne zwierzęta, takie jak lew, gryf, pies czy jeleń. W porównaniu do zastawy panaguirskiej, zdobienia są znacznie bardziej powściągliwe.
Na niektórych przedmiotach przedstawiono także jeźdźców, co jest typowe dla sztuki trackiej. Na dwóch talerzach widnieje lew skaczący na jelenia, który klęczy pod jego ciężarem. Jeden z talerzy przedstawia dwóch jeźdźców goniących lwy, które zostały już dogonione i leżą pod kopytami koni. Sceny tego typu w sztuce trackiej miały społeczne znaczenie – służyły gloryfikacji władzy królewskiej. Władcy i ich otoczenie rozpowszechniali legendy o swoim boskim pochodzeniu, co odzwierciedlano nawet w zdobieniach uprzęży końskich, aby budzić wiarę i posłuszeństwo poddanych.
Skarb łukowicki datuje się na IV wiek p.n.e. Przedmioty zostały wykonane przez różnych rzemieślników i najprawdopodobniej zakopane podczas najazdu Aleksandra Wielkiego na północno-zachodnie ziemie trackie.

## Wystawy w Polsce
W Polsce skarb był prezentowany w dniach 8 września - 24 października 1976 w Muzeum Archeologicznym w Warszawie. Wystawa pod tytułem Skarby Traków: kultura i sztuka Traków na ziemiach bułgarskich odbyła się w siedzibie muzeum, w budynku Arsenału. Oprócz skarbu łukowickiego, na wystawie prezentowane były m.in. skarb panagiurski i skarb wyłczitryński. Lista przedmiotów ze skarbu łukowickiego prezentowanych na wystawie obejmuje 22 pozycje.

## Galeria

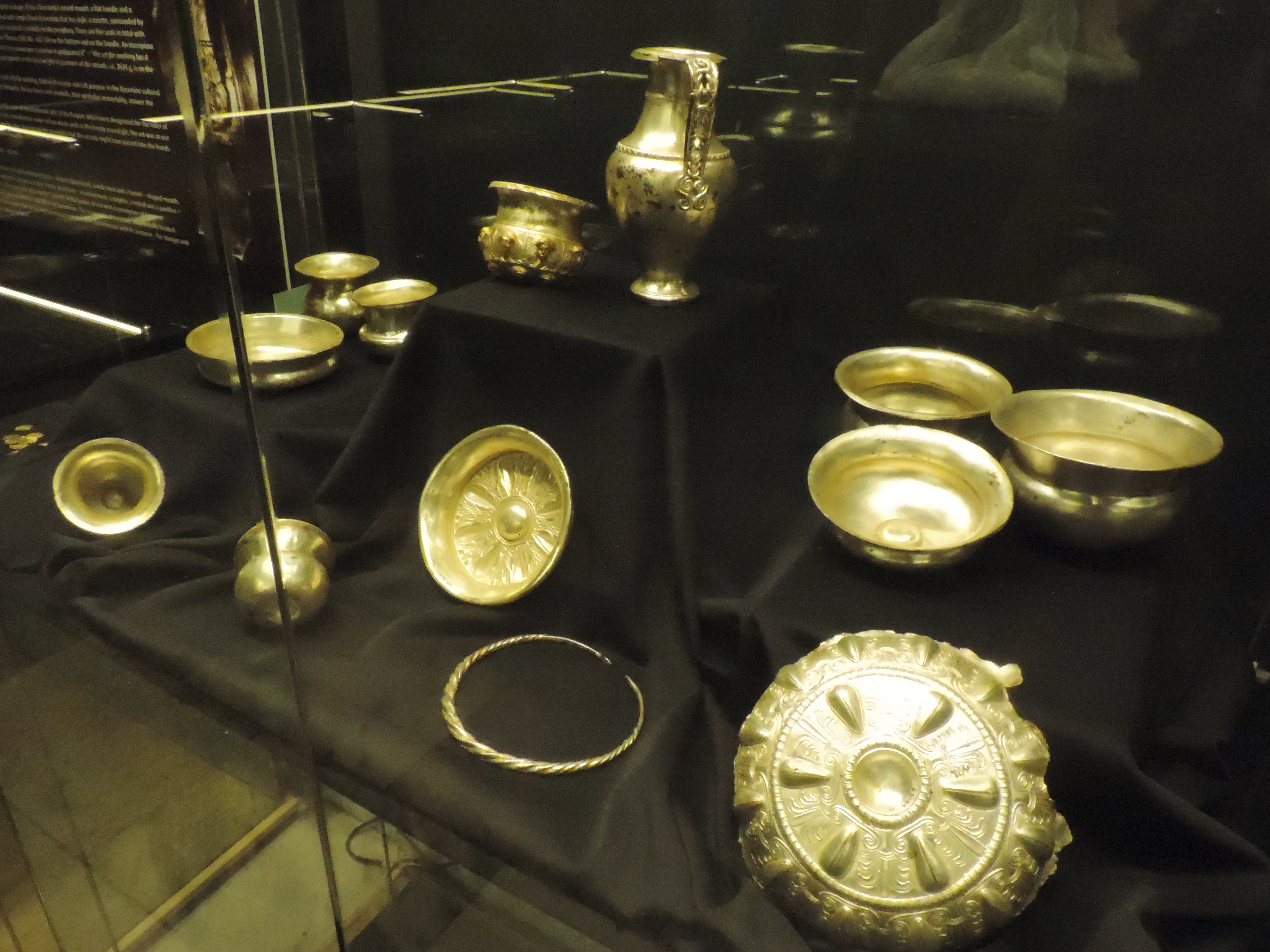
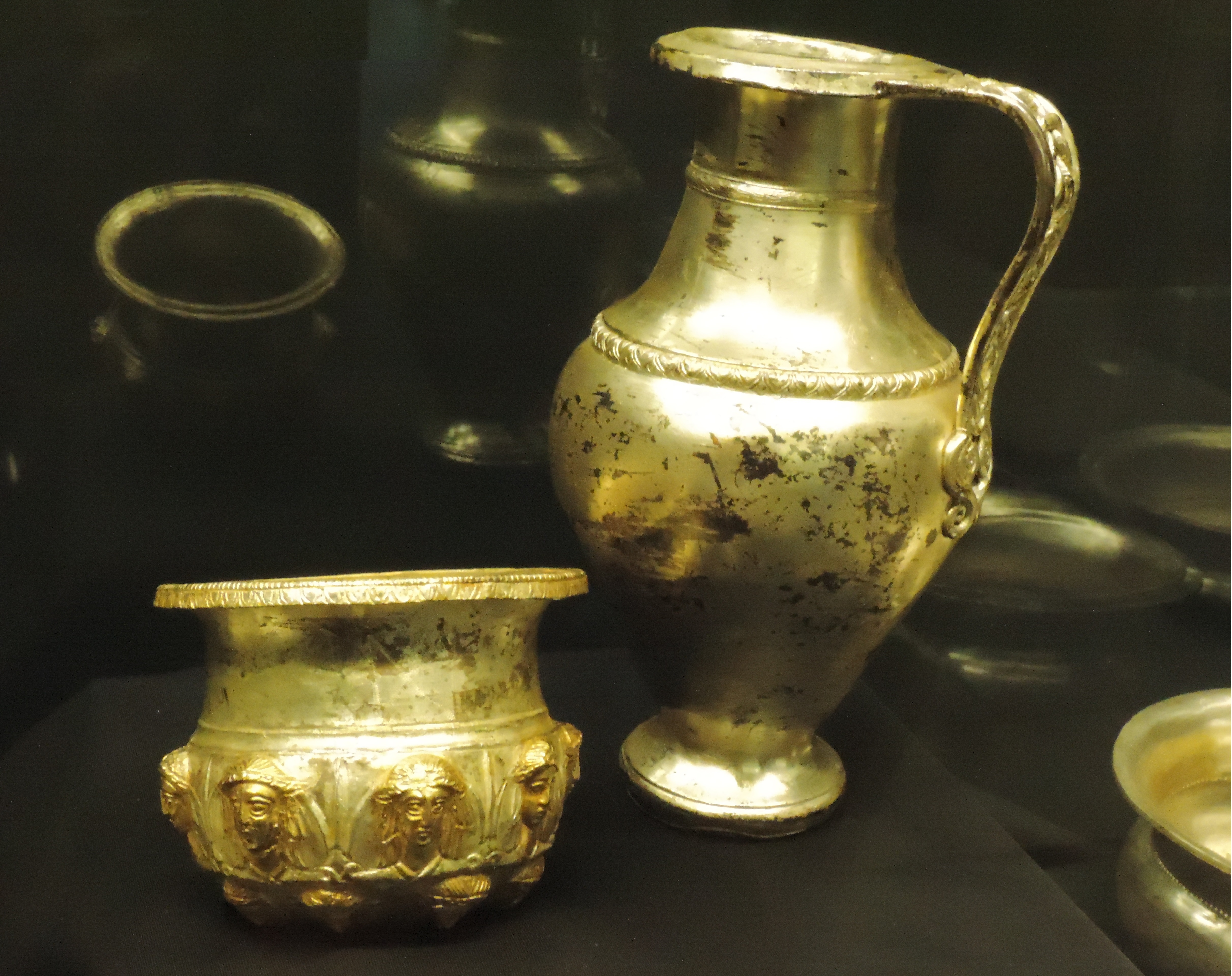
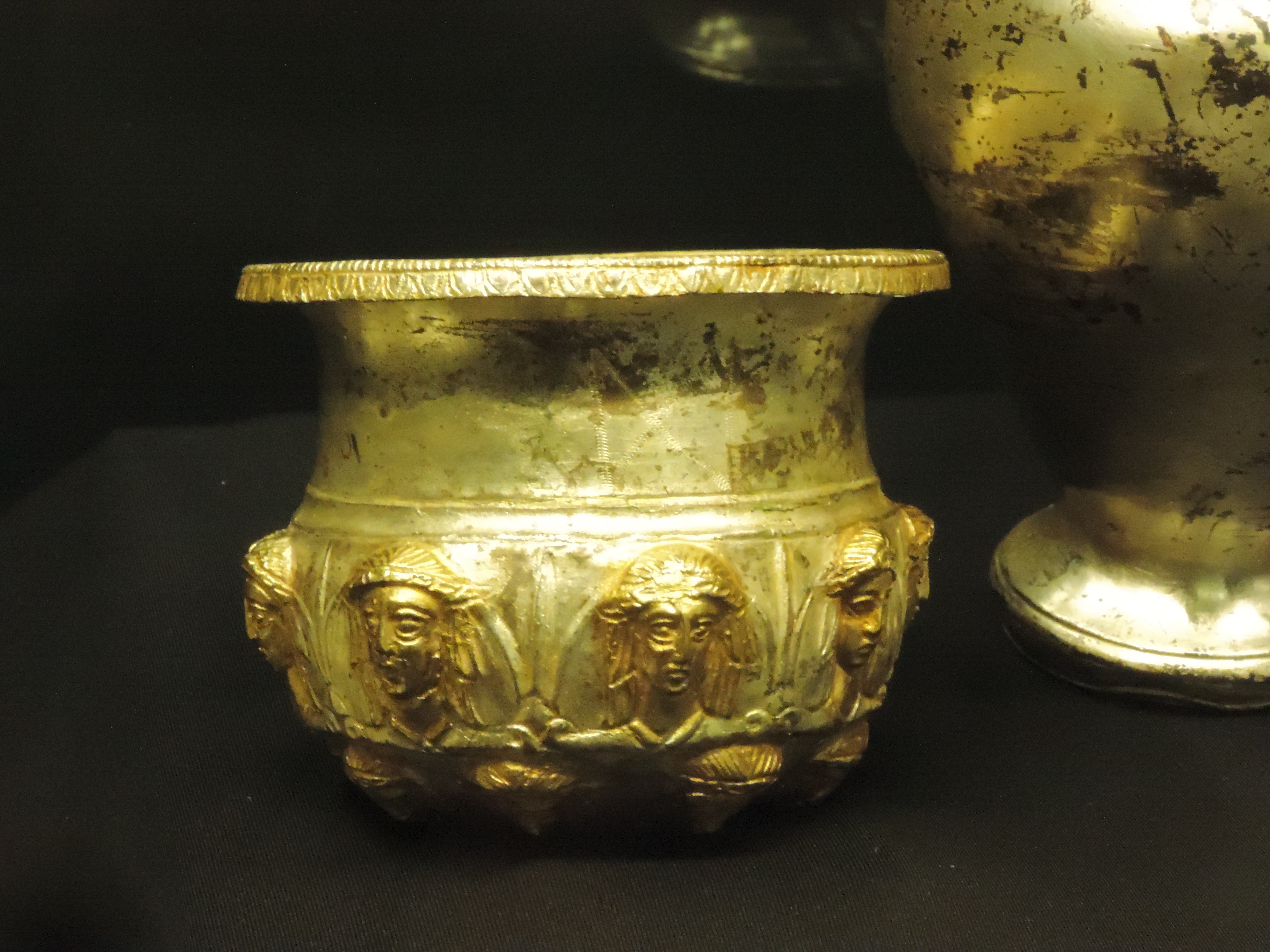
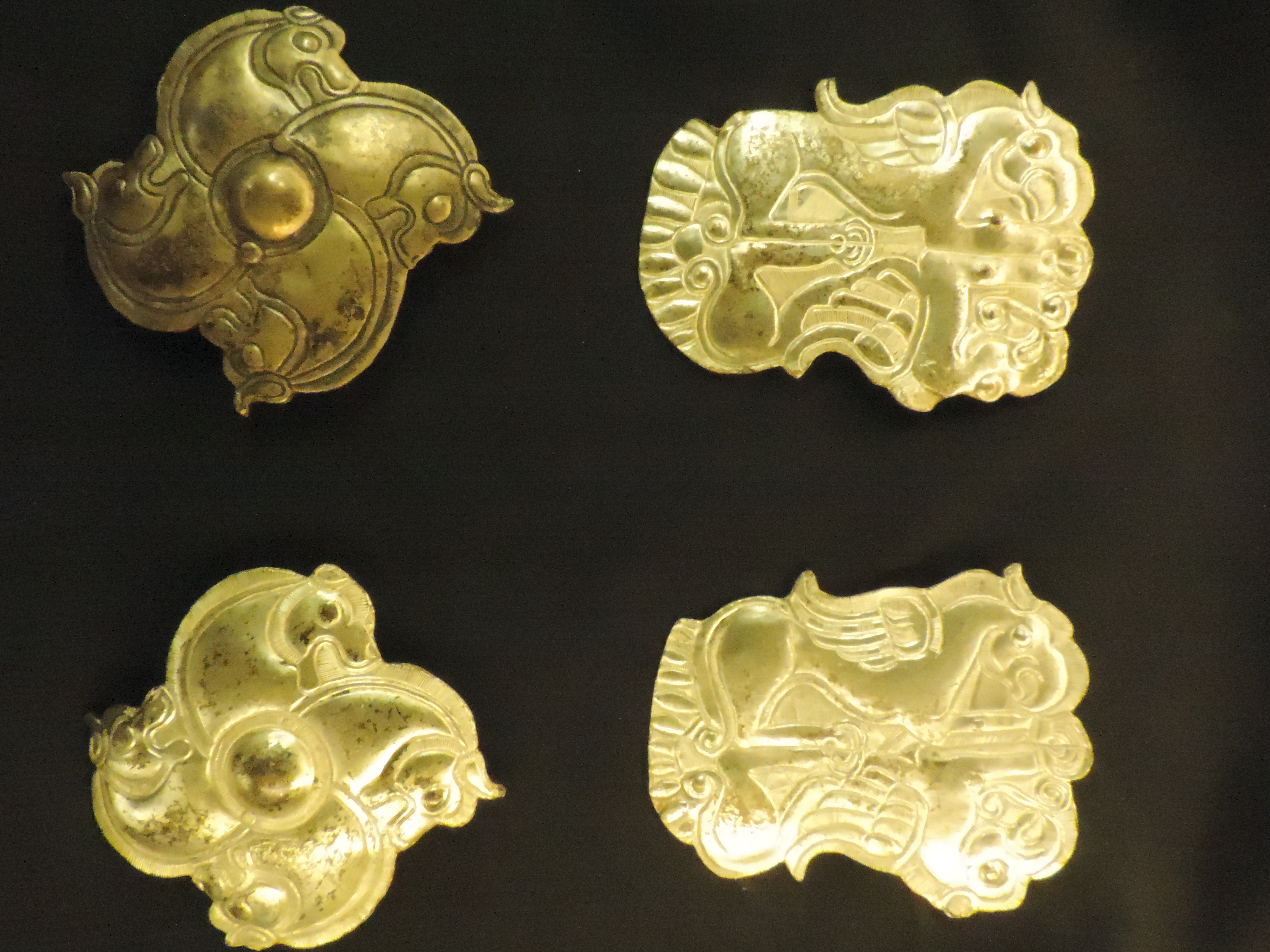